# Grouches-Luchuel
Grouches-Luchuel är en kommun i departementet Somme i regionen Hauts-de-France i norra Frankrike. Kommunen ligger i kantonen Doullens som tillhör arrondissementet Amiens. År 2022 hade Grouches-Luchuel 571 invånare.

## Befolkningsutveckling
Antalet invånare i kommunen Grouches-Luchuel
| Referens: INSEE |